# 魏景義
魏景義（英語：Joseph Wei Jing-yi；1958年5月—；聖名：若瑟）是天主教中國籍地下教會主教，不獲中國政府承認。現任黑龍江省齊齊哈爾宗座監牧區宗座監牧。

## 生平
魏景義於1918年1月11日出生，在中國河北省中部保定市下轄清苑區的天主教徒家庭。大躍進三年天災期間，舉家遷至吉林省舒蘭縣。1976年高中畢業後成為工人，兩年後改任銷售員。1983年，魏景儀被吉林神學院錄取，且於1985年他在27歲時晉鐸。
1987年12月7日，他因為地下教會團體印刷天主教刊物被政府逮捕，並在幾個月後獲釋放。1990年9月21日，他因參與地下教會團體被捕入獄。1993年7月，魏神父獲选为地下教會中國大陸主教團新任秘书长，以接替两个月前去世的首任秘书长刘书和主教。1994年1月，再被河北省徐水縣公安局逮捕。
1995年，魏景儀在36歲時由齊齊哈爾宗座監牧區宗座監牧地下教會團體郭文治主教秘密主禮成為晉牧成為齊齊哈爾助理宗座監牧。2000年8月，時任教宗若望保祿二世接受郭文治主教榮休，並在2002年任命魏景儀主教接任成為齊齊哈爾宗座監牧，但中國政府一直未獲承認。
他先後襄禮晉牧2002年的姚良為內蒙古西灣子教區助理主教、2004年的趙克勛為河北宣化教區助理主教及2007年的靳祿崗為河南南陽教區助理主教。
2004年3月5日，魏主教前往哈爾濱機場迎接兩名外國友人後，在返回途中的公路收費站被捕。2005年10月，時任教宗本篤十六世曾親自邀請他出席聖體聖事主教會議的四位主教之一，但遭到政府阻止，并未能前往出席。

## 評論

### 中梵就主教任命權協議
2019年，魏景儀主教接受梵蒂岡內部通訊採訪時表代，讚賞聖座與中國在2018年簽署的臨時協議是聖神的恩典。魏主教又稱這份文件「是及時的也是必要的」。針對遴選主教時的各方影響，他認為「在中國的教會，一個地方教會主教的產生有政府的意見是合理的」，因為「天主教會和地方政府都不希望產生一個和政府矛盾重重的主教。」他認為「中國地下教會存在是為了保持信仰的完整。現在這個目的達到了，地下教會繼續存在，就失去了意義。」